# 富山町
富山町（とみやままち）は、かつて千葉県安房郡に存在していた町。館山都市圏に属していた。
平成の大合併に伴い2006年（平成18年）3月20日に、同じ安房郡内の富浦町、三芳村、丸山町、和田町、千倉町、白浜町と新設合併し、南房総市となったため消滅した。

## 地理
房総半島南部に位置する。
町のほぼ中心に南総里見八犬伝の舞台であり町名の由来でもある富山 (349.5m) がそびえ、西は東京湾に面する。富山から東は房総丘陵が続いている。そのため、斜面にミカン畑や棚田が造られた。
また、千葉県内一を誇った和牛の生産や酪農など牧畜も盛んである。
海岸は砂浜が連続しており、ウミガメが産卵するほか、岩井海岸など良好な水質の海水浴場があり、民宿なども多い。
その一方で、元禄地震では大津波に襲われた。
なお、旧町村の「岩井」「平群」の名称は、正規の行政区画ではないが、日常的に地名として用いられる。「岩井地区」「平群地区」と称することもあり、広報誌にもこの名称が用いられることがある。

### 合併前隣接していた自治体
- 鴨川市
- 安房郡：富浦町、鋸南町、丸山町、三芳村

## 歴史
- 1955年（昭和30年）2月11日 - 岩井町、平群村が合併して富山町を新設。
- 1992年（平成4年）
  - 2月26日 - 町民憲章制定式[11]。
- 1997年（平成9年）
  - 3月22日 - JR岩井駅の新駅舎が完成[12]
  - 10月1日 - 町営路線バス「トミー」が運行開始[13]。
- 2003年（平成15年）
  - 3月27日 - 保健福祉センターが完成[14]。
  - 4月25日 - 道の駅富楽里とみやまが完成[15]。
- 2006年（平成18年）
  - 2月26日 - 閉町式[16]。
  - 3月20日 - 富浦町、白浜町、千倉町、丸山町、和田町、三芳村と合併し南房総市を新設[1]。同日富山町廃止。

## 産業

### 農業
- 和牛 - 千葉県内一の生産を誇った[6]。
- 酪農[7]。
- ビワ - 収穫期には国道127号沿いに直売所が開設される[17][18]。豊作の年には「富山町伏姫ワイン」としてビワのワインづくりも行われる[19][20]。
- 温州みかん - [21]。観光みかん園もある[22]。* 水仙[23][24][25]。
- 紅梅

### 漁業
- 高崎漁港
- 小浦漁港

## 学校
平成24年4月、平群小と岩井小を統合、富山小として発足。富山小学生開校
平成25年5月、 小中一貫校新校舎建設開始
平成28年 4月、 富山小・富山中対面式小中一貫校開校
平成29年 4月、 富山保育所・富山幼稚園が「富山子ども園」として加わり、南房総市立「富山学園」（保幼小中一貫校）

### 小学校
- 旧富山町立岩井小学校
- 旧富山町立平群小学校

### 中学校
- 旧富山町立富山中学校

### その他
- 練馬区立少年自然の家 - 教育施設として開設されたが、一般の利用者にも開放したため、地元民宿業者等から批判された[26]。
- 文京区立岩井学園
- 北区立岩井学園
- 渋谷区立臨海学園

## 交通

### 鉄道
- 東日本旅客鉄道（JR東日本）
  - 内房線：岩井駅 - 1993年（平成5年）4月に「八犬伝」の伏姫と八房のブロンズ像を設置し[27][28]、1997年（平成9年）3月22日に新駅舎が完成した[12]。

### 道路
- 国道127号
- 富津館山道路

## 名所・旧跡・観光・祭事・催事

### 八犬伝ゆかりの名所・旧跡
- 八犬伝ゆかりの地である[29]。

犬掛地区にある。
- 里見義通、里見義豊の墓所。
- 犬掛の合戦場跡
- 伏姫籠穴 - 物語の冒頭、伏姫と八房が籠ったとされる洞穴[30]。八つの霊玉などを配置し[31]、1997年（平成9年）5月16日に周辺を含めた整備が完了した[32]。
- 伏姫まつり - 主人公の伏姫を供養[33]。

### 名所・旧跡
- 恩田原遺跡 - 1997年（平成9年）1月19日に水田から古代印「王泉私印」が出土した[34]。恩田原古墳群がある[35]。
- 谷口横穴群[36]。
- 道の駅富楽里とみやま - 2003年（平成15年）3月27日に完成[15]。

### 祭事・催事
- 平群の天神社祭礼 - 10月に行われる祭で花火が打ち上げられると共に[37]、牛の花火が登場することで知られている[38][39]。
- 岩井地区祭礼 - 8月の第3土曜

## 富山町を舞台にした作品
- ゴジラ×メカゴジラでは千葉県道89号鴨川富山線を舞台に特生自衛隊とゴジラとの戦闘を描くシーンが冒頭にある。